# Laocypris hispida
Laocypris hispida és una espècie de peix de la família dels ciprínids i de l'ordre dels cipriniformes.

## Morfologia
- Els adults poden assolir 5,3 cm de longitud total.[2][3]

## Hàbitat
És un peix d'aigua dolça i de clima tropical.

## Distribució geogràfica
Es troba a Àsia: Laos.